# Leila Miranda
Leila Miranda (Rio de Janeiro, 1934 – Rio de Janeiro, 6 de outubro de 1992) foi uma atriz e comediante brasileira.

## Biografia
Radio-atriz cômica, Leila trabalhou por mais de 20 anos na Rádio Globo, onde se destacou interpretando a fofoqueira "Zefinha", que falava da vida de todos os artistas, durante o Programa Haroldo de Andrade. 
Anteriormente ela trabalhou na Rádio Mayrink Veiga e TV Continental. 
Na década de 1980 foi convidada por Chico Anysio foi dar vida a "Sofia", mulher do personagem "Nazareno" no programa Chico Anysio Show, da TV Globo. O último programa que a atriz participou foi Estados Anysios de Chico City. Sua substituta, como a personagem "Sofia", no programa Chico Total (1996), foi a atriz Thelma Reston.
A atriz morreu em 1992 durante uma cirurgia por problemas cardíacos. Ela foi sepultada no Cemitério do Murundu, em Padre Miguel, na Zona Oeste do Rio de Janeiro. 